# Héroes del Silencio
Héroes del Silencio (în traducere: „Eroii liniștii”) (uneori abreviat Héroes sau după inițialele lor HDS) a fost o trupă spaniolă de rock din Zaragoza, formată inițial de Juan Valdivia (chitară solo) și Enrique Bunbury (voce și chitară ritmică), completată de Joaquín Cardiel (bas) și Pedro Andreu (tobe), la mijlocul anilor '80. Trupa a cunoscut un mare succes în Spania și America Latină, precum și în mai multe țări europene, inclusiv Germania, Belgia, Elveția, Franța și Italia, devenind una dintre cele mai de succes formații din istoria rock-ului în limba spaniolă. După doisprezece ani, în care au vândut peste șase milioane de discuri în mai mult de treizeci și șapte de țări și au susținut peste o mie de concerte, trupa s-a destrămat în 1996.
Semnele lor distinctive au fost o imagine foarte caracteristică, cu o iconografie și simbolistică aparte, precum și o muzică definită de versuri ambigue și profunde, arpegii complexe și o bază ritmică solidă. Printre influențele lor literare se numără scriitori precum William Blake și Charles Baudelaire, iar din punct de vedere muzical, formații precum Led Zeppelin și The Cult.
În 2007, pentru a comemora douăzeci de ani de la primele lor înregistrări și la unsprezece ani după despărțire, au anunțat revenirea cu un turneu de zece concerte în Spania și America, intitulat generic Héroes del Silencio Tour 2007. După acest turneu, s-au despărțit definitiv.
Cele patru albume de studio ale lor au fost incluse de revista muzicală Al Borde în lista celor mai bune 250 de albume din toate timpurile ale rock-ului iberoamerican: Senderos de traición (locul 5), Avalancha (locul 35), El espíritu del vino (locul 117) și El mar no cesa (locul 119). Piesa lor „Entre dos tierras” a fost considerată de revista digitală Satélite Musical drept a nouăsprezecea cea mai bună melodie din toate timpurile ale rock-ului hispanic în general. În 2012, revista Rolling Stone i-a clasat drept a doua cea mai bună trupă de rock spaniol din istorie.
În 2007, au fost omagiați de casa de discuri EMI pentru cele peste șase milioane de discuri vândute, primind, de asemenea, Premiul Ondas Special al Juriului.
În 2021, Netflix a lansat documentarul „Héroes: Silencio y Rock & Roll”, care acoperă întreaga istorie a trupei, povestită chiar de membrii acesteia.

## Istoric

### Începuturi (1984-1990)
Originile trupei Héroes del Silencio se găsesc în orașul Zaragoza, la începutul anilor 1980. Frații Pedro (baterie) și Juan Valdivia (chitară) au făcut primii pași în muzică împreună cu vărul lor, Javier Guajardo Valdivia, care era solist, formând trupa Zumo de Vidrio. Contextul muzical din Spania în acea perioadă era dominat de grupurile din mișcarea movida madrileña, precum Alaska y Dinarama, Radio Futura, Nacha Pop, Gabinete Caligari și Los Secretos, alături de trupele din Barcelona, cum ar fi El Último de la Fila. Printre influențele externe se numărau artiști precum Michael Jackson, The Police și Dire Straits.
În acea perioadă, frații Valdivia l-au cunoscut pe Enrique Ortiz de Landázuri (mai târziu cunoscut ca Enrique Bunbury), care cânta la bas și era solist în trupa Proceso Entrópico. După ce au împărțit câteva scene, în 1984 l-au invitat să se alăture grupului. Bunbury a acceptat, iar formația, acum un trio (după plecarea vărului Valdivia), a început primele concerte, primul având loc pe 16 decembrie 1984. Au înregistrat și prima lor casetă demo cu piesele „Olvidado”, „Sindicato del riesgo”, „Héroe del silencio” (redenumită ulterior „Héroe de leyenda”) și „Hologramas”. Stilul întunecat și simbolic al noilor compoziții, influențat de post-punk, era foarte diferit de pop-ul trupei Zumo de Vidrio, astfel că membrii au decis să încheie acea etapă și să refondeze grupul.
În 1985, noul basist, Joaquín Cardiel, s-a alăturat trupei pentru a-l elibera pe Bunbury de sarcinile la bas, acesta concentrându-se pe voce și versuri. Tot în acel an, Pedro Valdivia a părăsit trupa pentru a se dedica studiilor, fiind înlocuit de toboșarul Pedro Andreu din Zaragoza.
Numele trupei a apărut întâmplător, în timp ce membrii se îndreptau către Radio Zaragoza pentru a-și promova prima piesă demo. Cum încă nu aveau un nume stabilit, unul dintre ei a sugerat „Héroes del Silencio” (titlul uneia dintre piesele lor, redenumită ulterior „Héroe de leyenda”), iar ideea a fost acceptată de toți.
Ca Héroes del Silencio, au avut primele succese: în 1986, au câștigat faza regională a Festivalului de la Benidorm și au ajuns finaliști ai concursului Nuevo Pop Español organizat de Radiocadena Española. Finala, desfășurată la Salamanca, le-a atras atenția directorilor de case de discuri. În același an, s-au remarcat la Fiestas del Pilar și au cântat în deschiderea unor trupe precum Alphaville, La Unión și El Último de la Fila. În ianuarie 1987, producătorul și chitaristul Gustavo Montesano (de la Olé Olé) a mers la Zaragoza pentru a-i vedea live și a fost impresionat, recomandând imediat trupa casei de discuri EMI.
Inițial, EMI a fost precaută cu noul grup și le-a oferit să înceapă cu un EP de patru piese. Astfel, la sfârșitul lui 1987, au lansat Héroes del Silencio. Discul s-a vândut în 30.000 de exemplare, un record pentru un debut maxi în Spania. Datorită acestui succes, EMI a decis să lanseze primul LP al trupei, compus de membrii formației pe parcursul aceluiași an și lansat în octombrie 1988. Albumul El mar no cesa a fost vândut în 150.000 de exemplare, obținând Discul de Platină. Turneul El mar no cesa, bine susținut de casa de discuri, a consolidat reputația trupei pentru concerte live impresionante.

### Consolidare (1990-1993)

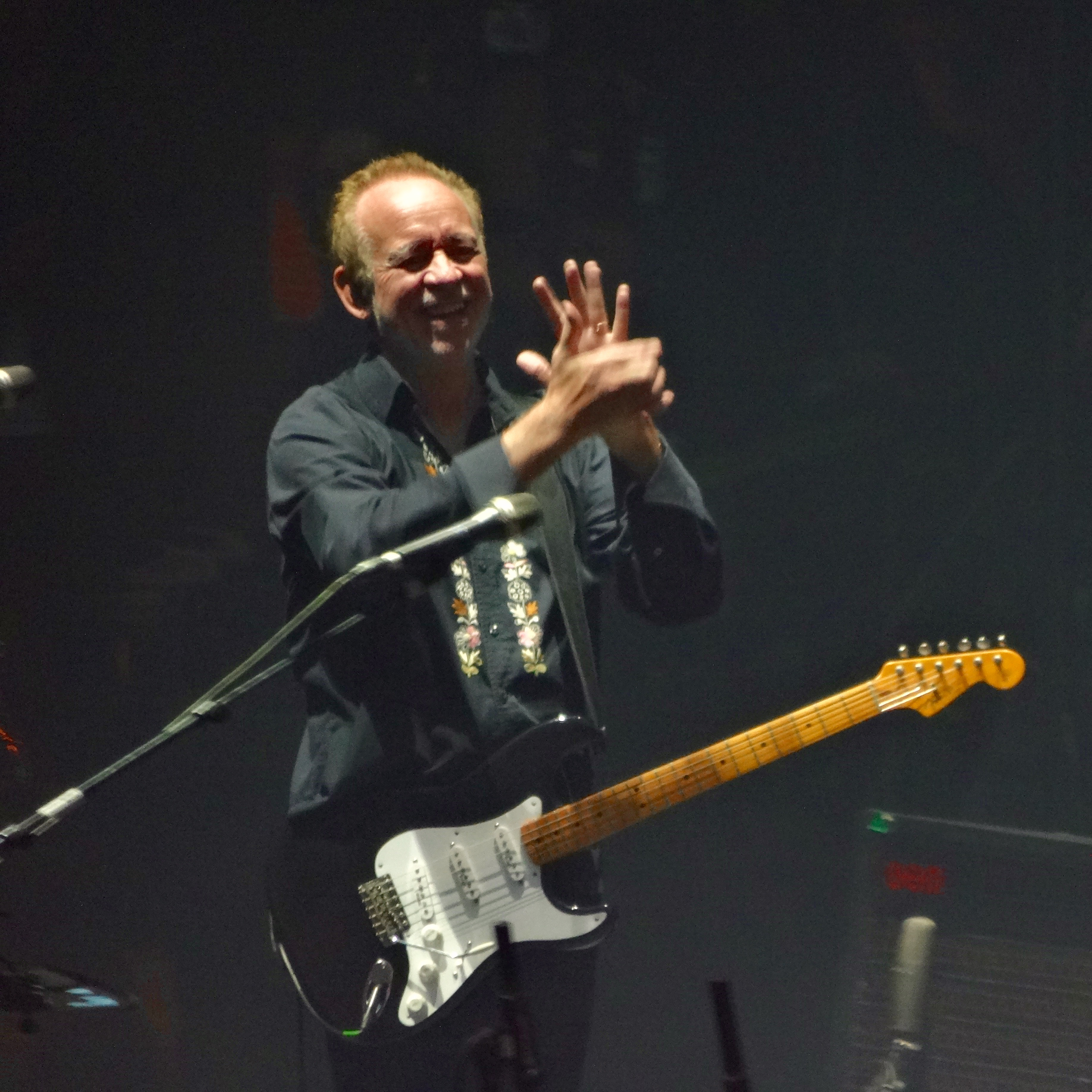
Phil Manzanera a fost producătorul celei mai glorioase etape a trupei Héroes. Muzicianul britanic a produs „Senderos de Traición” și „El espíritu del vino”, cele două albume de succes ale formației.

În timpul unui concert din cadrul turneului El mar no cesa, desfășurat la Calatayud, trupa a atras atenția producătorului Phil Manzanera, fost membru al Roxy Music, care a fost extrem de impresionat de prestația lor. Convins de potențialul lor, Manzanera s-a oferit să le producă următorul album. Astfel, în septembrie 1990, trupa a revenit în studio pentru a înregistra al doilea disc, Senderos de traición.
Înregistrările au avut loc între Madrid și Londra. Unele piese, precum „Decadencia” și „El cuadro II”, compuse anterior, au fost perfecționate pentru a fi incluse pe album, în timp ce altele fuseseră deja prezentate publicului în cadrul turneului El mar no cesa. Albumul rezultat a fost un amestec de piese puternice și emoționale, care reflectau progresul artistic al trupei. Melodii precum „Entre dos tierras” și „Maldito duende” au devenit emblematice.
În acea perioadă, critica a comparat Héroes del Silencio cu trupa britanică The Mission, datorită unor similarități precum arpegiile, versurile criptice, sonoritatea generală, estetica și simbolistica. Ani mai târziu, Enrique Bunbury a descris această etapă ca fiind apogeul trupei, perioada lor de aur. Membrii trupei au declarat că „primul album nu reflecta exact ceea ce era grupul, ci doar un anumit aspect (...) Am căutat un sunet mai direct, mai energic, înregistrând cu un sunet ambiental și basul și tobele simultan, pentru a obține acel feeling”.
Pe parcursul realizării albumului, au înregistrat și versiuni în engleză ale pieselor „Entre dos tierras” și „Maldito duende”, dar în cele din urmă au decis să nu le lanseze, păstrându-le pentru uz personal.
În doar două săptămâni de la lansare, Senderos de traición a ajuns pe locul 1 în clasamentele de vânzări din Spania, cu aproximativ 400.000 de copii vândute. În 1991, trupa a inițiat turneul Tour Senda, care a inclus 140 de concerte în toată țara și s-a încheiat cu un mini-turneu în Germania, Elveția, Belgia și Franța.
Anul 1992 a fost dedicat consolidării relației cu publicul european. Héroes del Silencio a susținut 54 de concerte în mai multe țări de pe continent, într-un turneu finanțat din câștigurile obținute din spectacolele din Spania. Tot în 1992, trupa a susținut primele concerte în Mexic, în contextul aniversării a 500 de ani de la descoperirea Americii. Atmosfera tensionată a evenimentului, conform lui Bunbury, a transformat aceste spectacole în simple anecdote.
În timpul turneului din Mexic, care a durat două săptămâni, membrii trupei l-au cunoscut pe chitaristul Alan Boguslavsky, care avea să devină ulterior membru al formației.

### Consacrare (1993-1996)

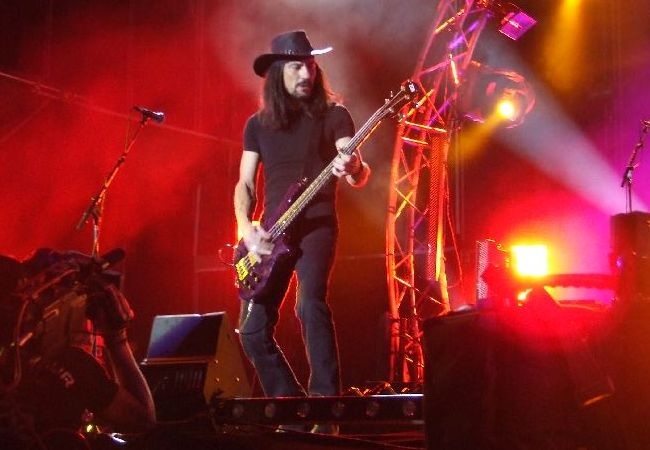
Joaquín Cardiel, basistul trupei, admirator al culturii indiene, al cărui look era de multe ori inspirat de aceasta.

La începutul anului 1993, Héroes del Silencio a intrat din nou în studio pentru a înregistra cel de-al treilea album de studio, El espíritu del vino, produs tot de Phil Manzanera. Înregistrările au avut loc la studiourile Metropolis din Londra și s-au încheiat în martie. Acesta a fost cel mai complex și extins album al trupei, remarcându-se prin versurile enigmatice scrise de Enrique Bunbury. Piese precum „Nuestros nombres” și „La sirena varada” au devenit reprezentative pentru repertoriul trupei. Albumul a fost lansat simultan în întreaga Europă în iunie 1993.
Imediat după lansare, trupa a pornit în turneul El Camino del Exceso, care a inclus 134 de concerte în Europa și America. Cu această ocazie, chitaristul mexican Alan Boguslavsky a fost cooptat ca a doua chitară. Pe 20 iulie 1993, trupa a fost primită în audiență de Prințul Felipe, fan declarat al trupei, ca recunoaștere a contribuției lor la promovarea limbii spaniole. Întâlnirea a generat o mică controversă când Enrique s-a declarat antimonarhist în fața presei, după recepție.

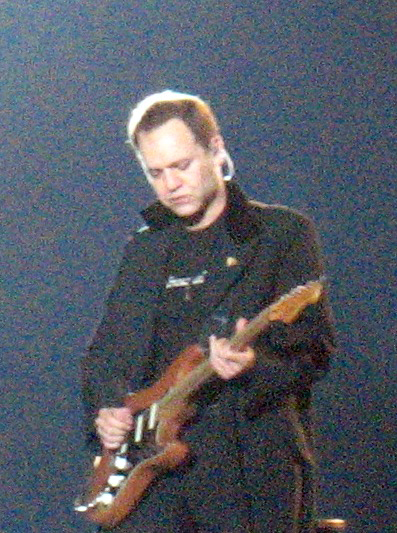
Divergențele muzicale dintre Juan Valdivia (în imagine) și Enrique Bunbury au început să se accentueze începând cu al treilea album al trupei.

Anul 1993 a marcat extinderea succesului lor internațional. Participarea la un festival împotriva rasismului la Berlin a consolidat popularitatea trupei în Germania, unde albumul s-a vândut în 250.000 de exemplare și a ocupat primul loc în topuri, la fel ca în Spania, Mexic și Elveția. Difuzarea videoclipurilor lor pe MTV a contribuit la succesul lor în întreaga Europă.
Turneul a inclus și o serie de 26 de concerte în Mexic, Chile și Argentina. După turneul prelungit, care s-a încheiat cu participarea la cinci festivaluri în Germania și Finlanda în iulie 1994, trupa și-a luat o pauză. Membrii trupei au recunoscut ulterior că excesul de activitate și durata lungă a turneului au provocat o criză internă profundă.
Pentru a depăși criza, cei patru membri s-au retras în toamna anului 1994 într-un loc izolat din Munții Pirinei, lângă Benasque. Acolo au discutat viitorul trupei, au căutat soluții și au planificat următorul album, prevăzut pentru 1995. Una dintre decizii a fost schimbarea producătorului. Au apelat la Bob Ezrin, cunoscut pentru colaborările cu artiști precum Pink Floyd, Alice Cooper și Kiss.
După trei luni de înregistrări la Londra și Los Angeles, pe 18 septembrie 1995, Héroes del Silencio a lansat simultan în 26 de țări cel de-al patrulea album, Avalancha, considerat cel mai „rock” album al lor, cu o producție impresionantă și chitare puternice. Albumul a fost un succes, cu 200.000 de exemplare vândute.
Lansarea albumului a fost urmată de promovare și un turneu amplu, dar tensiunile dintre membrii trupei au crescut, ducând la despărțirea definitivă a acestora.

### Despărțirea (1996)
Turneul Avalancha a fost un maraton de 152 de concerte între iulie 1995 și octombrie 1996, desfășurat în Europa și America. În timpul acestui turneu, conflictele interne s-au intensificat din cauza oboselii și a problemelor de conviețuire. Enrique Bunbury a început să compună și să înregistreze piese pe cont propriu, ceea ce sugera că intenționa să-și continue cariera solo.
Ultimul concert al trupei, desfășurat pe 6 octombrie 1996 în Los Angeles, a fost un eșec. Evenimentul a fost întrerupt la scurt timp după început, din cauza unui incident cu publicul, care a reacționat violent la unele declarații atribuite lui Enrique despre femeile mexicane.
Înainte de finalul turneului, în cadrul unei conferințe de presă la Lima, Héroes del Silencio și-a anunțat despărțirea temporară. Pentru public, vestea a fost surprinzătoare, dar ulterior au fost dezvăluite motivele acestei decizii, incluzând diferențele muzicale și personale dintre Juan Valdivia și Enrique Bunbury, precum și pierderi personale semnificative, cum ar fi decesul managerului lor de turneu, Martín Druille, în 1993, și al fratelui lui Enrique, Rafael, în 1994.
Bunbury a descris ultimele luni ale turneului ca fiind un „calvar” personal, afirmând:
Trupa avea încă un contract în vigoare cu casa de discuri, ceea ce îi obliga să lanseze încă cinci albume. Astfel, în 1998 a fost lansat Rarezas, un album care conținea versiuni inedite ale unor piese, remixuri și cântece care fuseseră incluse doar pe single-uri. Bunbury a declarat ulterior că nu a fost de acord cu repertoriul ales, dar a preferat să cedeze pentru a nu deteriora și mai mult relația cu trupa. Până la reuniunea din 2007, EMI a lansat alte patru materiale noi, cu piese vechi, reinterpretări sau DVD-uri de concerte, precum și reeditarea celor patru albume de studio ale trupei.

#### Noi proiecte muzicale ale membrilor trupei:
- Bunbury și-a început cariera solo de succes: până în 2007 a lansat patru albume de studio (Radical sonora în 1997, Pequeño în 1999, Flamingos în 2002 și El viaje a ninguna parte în 2004).[45]
- Alan Boguslavsky a colaborat la primul album solo al lui Bunbury, apoi și-a format propria trupă, Bogusflow, alături de muzicieni apropiați de Héroes, precum Copi Corellano, dar trupa s-a dizolvat în 2001.
- Juan Valdivia a colaborat cu fratele său, Gonzalo, la câteva proiecte și chiar și-a lansat propriul album, Trigonometralla, în 2001.
- Pedro Andreu s-a implicat în noi proiecte muzicale, precum Puravida și DAB, care însă nu au avut prea mult succes.
- Joaquín Cardiel s-a retras din lumea muzicală și a făcut câteva călătorii pentru a cunoaște în mod direct cultura indienilor americani, care îl fascina.

### Revenirea și despărțirea (2007)
La zece ani de la despărțire, li s-a propus ideea unei turnee de rămas-bun, ca un omagiu adus fanilor și pentru a încheia într-un mod strălucit cariera trupei. În unele publicații, oferta financiară primită a fost considerată „irefuzabilă”. Pentru organizarea turneului, s-a beneficiat de sponsorizarea unor companii publice și private, inclusiv Expo Zaragoza 2008, Real Zaragoza și Primăria orașului Zaragoza. Din cauza cererii masive de bilete, s-au planificat două spectacole în Zaragoza.
După câteva luni de repetiții desfășurate în secret, s-a convenit ca Gonzalo Valdivia, fratele chitaristului Juan Valdivia, să participe ca a doua chitară pe durata turneului, întrucât Juan avea unele limitări fizice din cauza unei operații recente la mână. Inițial, s-a luat în considerare implicarea lui Alan Boguslavsky, fost membru al trupei între 1993 și 1996, dar Juan a recomandat implicarea fratelui său.
Biletele au fost puse în vânzare cu luni înainte pentru a evita problemele de ultim moment, fiind disponibile la bancomate și în magazine de muzică, dar cererea a depășit toate așteptările. Pentru concertele din Sevilla, Zaragoza și Mexico City, biletele s-au vândut în timp record. Oamenii au așteptat 24 de ore în fața magazinelor, iar sistemele de vânzare online și bancomatele au fost copleșite.
În concertul de închidere al turneului, desfășurat la Cheste, Valencia, o proastă organizare a dus la un haos rutier de peste patru ore, cu blocaje de 20 km, ceea ce a împiedicat accesul a mii de fani.
După încheierea turneului, Bunbury a confirmat sfârșitul definitiv al trupei și a anunțat că își va continua cariera solo.
| Héroes del Silencio Tour 2007 |                                |                     |                            |                |
| Dată                          | Scena                          | Oraș                | Țară                       | Bilete vândute |
| 15 Septembrie                 | Estadio del Ejército           | Ciudad de Guatemala | Guatemala                  | 25000          |
| 21 Septembrie                 | Club Ciudad de Buenos Aires    | Buenos Aires        | Argentina                  | 30000          |
| 25 Septembrie                 | Parque Fundidora               | Monterrey           | Mexic                      | 15000          |
| 28 Septembrie                 | Home Depot Center              | Los Angeles         | Statele Unite ale Americii | 30000          |
| 4 Octombrie                   | Foro Sol                       | Ciudad de México    | Mexic                      | 60000          |
| 6 Octombrie                   | Foro Sol                       | Ciudad de México    | Mexic                      | 60000          |
| 10 Octombrie                  | Estadio de La Romareda         | Zaragoza            | Spania                     | 40000          |
| 12 Octombrie                  | Estadio de La Romareda         | Zaragoza            | Spania                     | 40000          |
| 20 Octombrie                  | Estadio Olímpico de la Cartuja | Sevilla             | Spania                     | 70000          |
| 27 Octombrie                  | Circuito Ricardo Tormo         | Valencia            | Spania                     | 80000          |

Post-despărțire (1996-2007)

## Componența (1985-1998)
Enrique Bunbury Enrique Ortiz de Landazuri Izardui n. 11 august 1967 Zaragoza - voce, chitară acustică  

Pedro Andreu n. 15 aprilie 1966 Zaragoza – tobe, chitară acustică 

Joaquin Cardiel n. 2 iunie 1965 Zaragoza – chitară bas, voce de fundal 

Juan Valdivia Navarro n. 3 decembrie 1965 Segovia – chitară solo 

Din 1993 până în 1995 li se adaugă al doilea chitarist, care nu era spaniol: 

Alan Boguslafsky  - n. 18 mai 1965, Los Angeles, SUA – chitară, voce de fundal

## Discografie

### Albume de studio
- Héroe de Leyenda (EP) (1987)
- El Mar No Cesa (1988)
- Senderos de Traición (1990)
- El Espíritu del Vino (1993)
- Avalancha (1995)

### Înregistrări live
- En Directo (1989)
- Senda '91 (Las Rozas (Madrid), 26 septembrie 1991)
- Parasiempre (Disc one: Zaragoza, 8 iunie 1996; Disc two: Madrid, 7 iunie 1996)
- El Ruido y la Furia (2005)
- Tour 2007 (2007)
- Live in Germany (2011)[54]

### Compilații
- Rarezas (outtakes and rare versions) (1998)
- Edición del Milenio (4-CD boxset) (1999)
- Canciones 1984-1996 (2-CD set) (2000)
- Antología Audiovisual (2004)
- Héroes del Silencio: The Platinum Collection (3 CD, 2 DVD) (2006)